# リエージュ〜バストーニュ〜リエージュ2012
リエージュ〜バストーニュ〜リエージュ2012は、リエージュ〜バストーニュ〜リエージュの98回目のレース。2012年4月22日に行われた。
残り約20㎞地点付近で、ヴィンチェンツォ・ニバリが後続集団に40秒以上の差をつけ独走状態になったかに思われたが、残り5㎞を過ぎて、マクシム・イグリンスキーが単独でニバリを猛追。そしてゴール手前でニバリを捕え優勝した。なお、別府史之、土井雪広の2人は途中棄権した。

## 参加チーム

### UCIプロチーム
| チーム名                             | 国籍           | コード |
| ------------------------------------ | -------------- | ------ |
| AG2R・ラ・モンディアル               | フランス       | ALM    |
| アスタナ                             | カザフスタン   | AST    |
| BMC・レーシングチーム                | アメリカ合衆国 | BMC    |
| エウスカルテル・エウスカディ         | スペイン       | EUS    |
| FDJ・ビッグマット                    | フランス       | FDJ    |
| ガーミン・バラクーダ                 | アメリカ合衆国 | GRM    |
| グリーンエッジ                       | オーストラリア | GEC    |
| チーム・カチューシャ                 | ロシア         | KAT    |
| ランプレ・ISD                        | イタリア       | LAM    |
| リクイガス・キャノンデール           | イタリア       | LIQ    |
| ロット・ベリソル                     | ベルギー       | LTB    |
| モビスター・チーム                   | スペイン       | MOV    |
| オメガファーマ・クイックステップ     | ベルギー       | OPQ    |
| ラボバンク                           | オランダ       | RAB    |
| レディオシャック・ニッサン・トレック | ルクセンブルク | RNT    |
| チーム・サクソバンク                 | デンマーク     | SAX    |
| チーム・スカイ                       | イギリス       | SKY    |
| ヴァカンソレイユ・DCM                | オランダ       | VCD    |

### 招待チーム
- アクセント・ジョブス - ウィレムス・フェランダス（ ベルギー・ACC）
- アルゴス・シマノ（ オランダ・ARG）
- チーム・ヨーロッパカー（ フランス・EUC）
- ランドバウクレディット・ユーフォニー（ ベルギー・LAN）
- ソル・ソジャスュン（ フランス・SAU）
- トップスポート・フラーンデレン - メルカトル（ ベルギー・ACC）
- タイプ1・サノフィ（ アメリカ合衆国・TT1）

## 結果
- リエージュ → アンス 257.5km[1]

| 順位 | 選手名                   | 国籍         | チーム                       | 時間          |
| ---- | ------------------------ | ------------ | ---------------------------- | ------------- |
| 1    | マクシム・イグリンスキー | カザフスタン | アスタナ                     | 6時間43分52秒 |
| 2    | ヴィンチェンツォ・ニバリ | イタリア     | リクイガス・キャノンデール   | +21秒         |
| 3    | エンリコ・ガスパロット   | イタリア     | アスタナ                     | +36秒         |
| 4    | トマ・ヴォクレール       | フランス     | チーム・ヨーロッパカー       | 同            |
| 5    | ダニエル・マーティン     | アイルランド | ガーミン・バラクーダ         | 同            |
| 6    | バウク・モレマ           | オランダ     | ラボバンク                   | 同            |
| 7    | サムエル・サンチェス     | スペイン     | エウスカルテル・エウスカディ | 同            |
| 8    | ミケーレ・スカルポーニ   | イタリア     | ランプレ・ISD                | 同            |
| 9    | ライダー・ヘシェダル     | カナダ       | ガーミン・バラクーダ         | 同            |
| 10   | イェル・ファネンデルト   | ベルギー     | ロット・ベリソル             | 同            |